# Потерпевшие кораблекрушение (фильм, 1986)
«Потерпевшие кораблекрушение» (также известен как «Отверженный», англ. Castaway) — британский художественный фильм 1986 года, снятый Николасом Роугом и основанный на реальной истории жизни на необитаемом острове мужчины и женщины на протяжении нескольких месяцев. Главные роли в фильме исполнили Оливер Рид и Аманда Донохью. Для Донохью, которой в большинстве сцен пришлось сниматься обнажённой, это была вторая кинороль в карьере. Изначально режиссёр предлагал сыграть в фильме главную роль певице Кейт Буш, однако она отказалась, хотя и предоставила для фильма свою песню.
Премьера фильма состоялась 13 ноября 1986 года на 30-м Лондонском кинофестивале в качестве фильма открытия.

## Историческая основа
В 1980 году британский журналист Джеральд Кингсленд решил провести социальный эксперимент и прожить год на тропическом острове вдалеке от цивилизации. В поисках спутницы он разместил в журнале «Time Out» объявление, на которое откликнулась Люси Ирвин. Из-за требований иммиграционных властей Австралии они заключили брак для упрощения процесса получения виз. В 1982 году пара отправилась на небольшой остров Туин, один из островов Торресова пролива, расположенных между Новой Гвинеей и Австралией. Люси было 25 лет, Джеральду 49.
На острове супруги столкнулись как с бытовом дискомфортом, так и с отсутствием взаимопонимания. Когда остров поразила засуха, пара чуть было не умерла от отсутствия пресной воды, но была спасена аборигенами с соседнего острова Баду. Вернувшись в Британию, Джеральд и Люси развелись и оба написали по книге. Фильм Роуга основан на одноимённой книге Люси, вышедшей в 1984 году.

## Сюжет
Джеральд Кингсленд публикует в журнале «Time Out» объявление о поиске спутницы 20—30 лет для проживания в течение года на необитаемом острове. На объявление откликается Люси Ирвин. Пара готовится к путешествию. Для Люси становится неожиданностью требование выйти замуж за Джеральда, однако после колебаний она соглашается. В сентябре они прибывают на остров Туин с запасом еды и инструментов.
Построив временную палатку, Джеральд и Люси наслаждаются жизнью в тёплом климате у моря. Джеральд строит временную палатку и иногда ловит рыбу, Люси собирает съедобных моллюсков. Однако со временем у пары портятся отношения и возникают бытовые проблемы. Люси обвиняет Джеральда в том, что тот целыми днями лежит под тентом и не строит более надёжное убежище взамен временного. Она также отказывает Джеральду в сексе. Однажды, сбивая кокосовые орехи с высокой пальмы, Джеральд вместе с кокосами сбивает и гнездо диких ос, которые набрасываются на него. Он получает серьёзные укусы, и его ноги после этого распухают и нарывают. Для расширения в будущем питательного рациона Джеральд сажает несколько грядок с овощами.
Однажды к острову подплывает лодка с двумя молодыми людьми (Джейсн и Род), которые раздают листы переписи для заполнения. Они проводят день на острове к радости Люси, соскучившейся по общению, однако вызывают ревность Джеральда, который подозревает Люси в измене.
На острове начинается засуха, запасы питьевой воды иссякают и побеги овощных кустов сохнут. От однообразной пищи у Люси и Джеральда ухудшается физическое состояние, они постоянно ссорятся. Однако к ним прибывает помощь, и две монахини-медсестры делают Джеральду перевязку. При помощи местных жителей Джеральд строит более крепкое укрытие. Также местные жители начинают привозить паре еду, а затем сам Джеральд время от времени ездит на «большую землю» за необходимым.
Во время шторма укрытие Джеральда и Люси разрушается. Между тем, год пребывания на острове заканчивается. Люси не хочется покидать остров, но ей приходится это делать. В самолёте она обнаруживает записку от Джеральда со словами «Я люблю тебя». Сам же Джеральд наблюдает самолёт, увозящий Люси, с острова, куда он вернулся и восстанавливает убежище при помощи местых жителей.

## В ролях
- Оливер Рид — Джеральд Кингсленд
- Аманда Донохью — Люси Ирвин
- Тони Рикардс — Джейсон
- Тодд Риппон — Род
- Джон Сешнс — мужчина в пабе
- Вирджиния Хей — Дженис
- Сорел Джонсон — Лара, соседка Люси
- Лен Пейхопа — Роналд, местный житель
- Джорджина Хейл — монахиня (Sister Saint Margaret)
- Фрэнсис Барбер — монахиня (Sister Saint Winifred)

## Музыка
Инструментальную часть саундтрека к фильму написал Стенли Майерс.
На начальных титрах фильма звучит песня английской певицы Кейт Буш «Be Kind to My Mistakes», до того времени не издававшаяся. В чуть отличной версии песня появилась на переиздании альбома Hounds of Love в 1997 году.

## Критика
- На агрегаторе Rotten Tomatoes фильм имеет единогласный уровень одобрения 100 % на основе 8 профессиональных рецензий[6].